# Kordzik

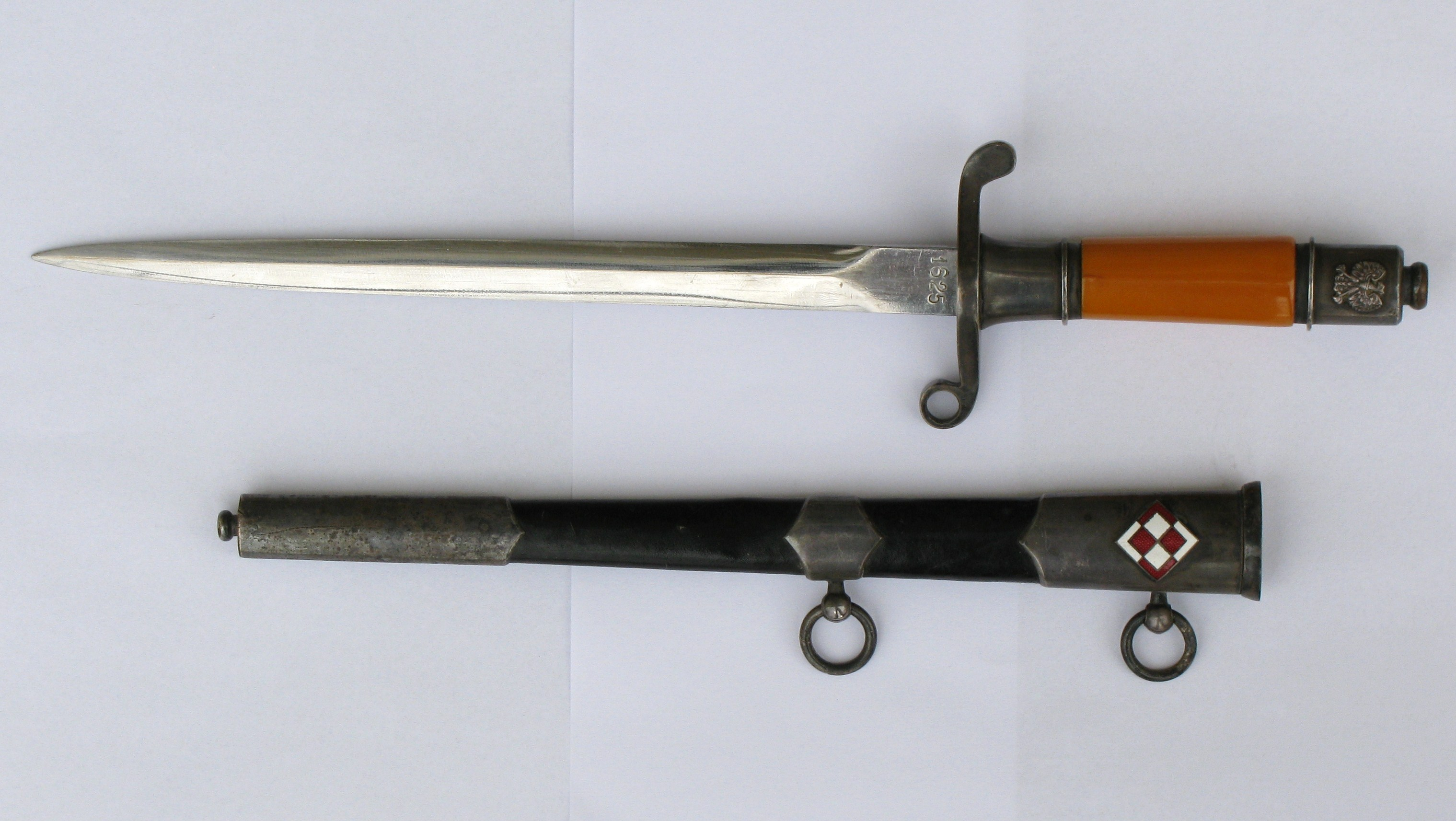
Polski kordzik oficera Sił Powietrznych z okresu PRL

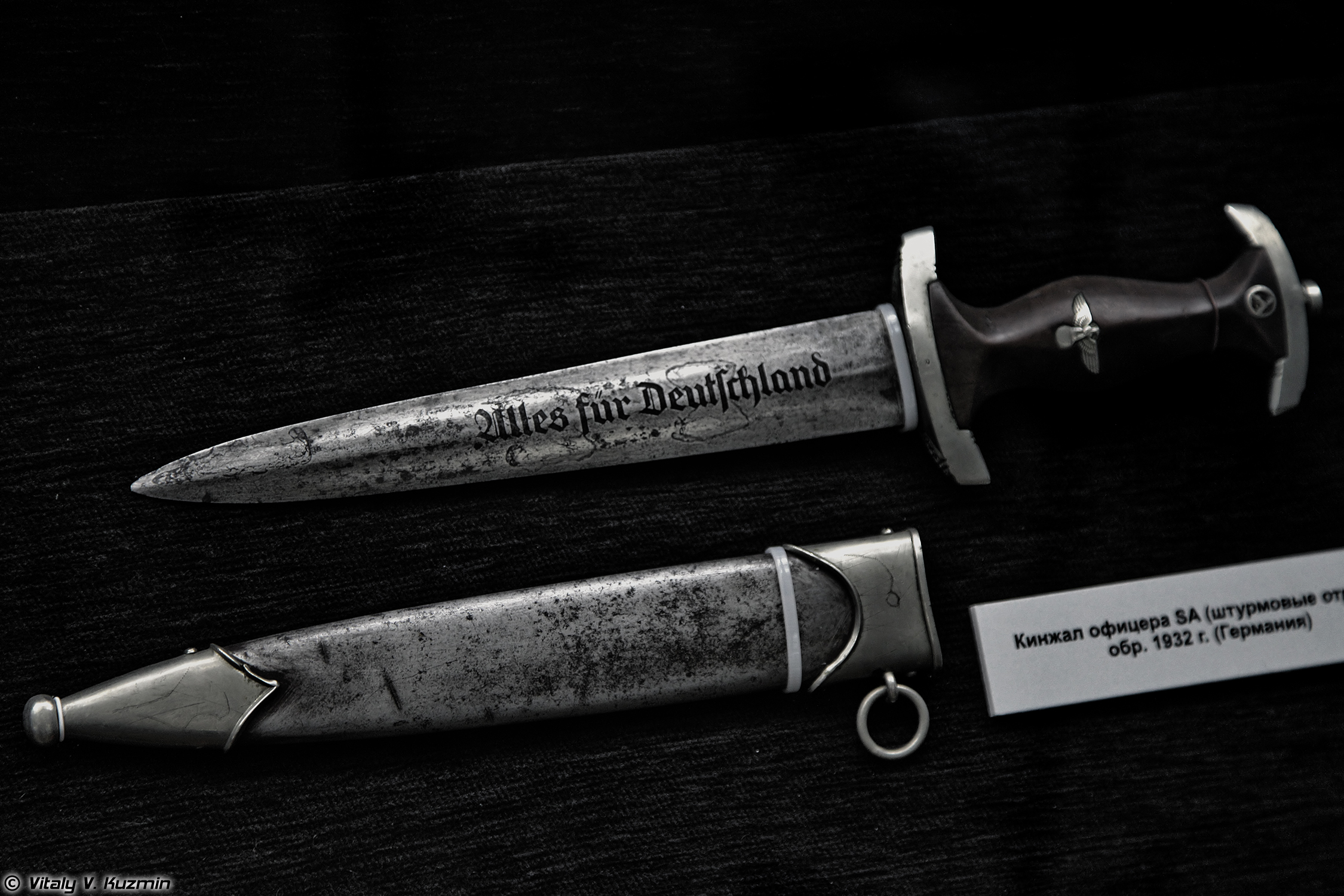
Niemiecki kordzik oficera SA z okresu III Rzeszy

Kordzik – krótka broń biała, o budowie sztyletu. Jest bronią paradną, używaną w charakterze ceremonialnym, jako wyznacznik: stopnia wojskowego, piastowanego urzędu, funkcji, lub przynależności do określonej organizacji.

## Historia
Kordzik wywodzi się ze średniowiecznej mizerykordii - sztyletu służącego do dobijania rannych na polu bitwy.
Jako dystynkcyjna broń mundurowa, pojawił się w XIX wieku na wyposażeniu oficerów i podoficerów, w służbach w których noszenie długiej bocznej broni białej było utrudnione. Stosowano je także w niektórych formacjach cywilnych. Nazwa „kordzik” wywodzi się od korda, będącego stosunkowo długą sieczną bronią białą, popularną w późniejszym okresie średniowiecza. Kordziki w roli regulaminowej broni bocznej pojawiły się w angielskiej marynarce wojennej pod koniec XVIII wieku, a szerokie ich zastosowanie przypadło na wiek XIX.

## Kordzik w Polsce
W Polsce, po odzyskaniu niepodległości w listopadzie 1918 roku pierwsza regulaminowa broń krótka w marynarce wojennej nosiła miano sztyletu, w połowie lat dwudziestych zmieniono jej nazwę na kordzik. W okresie międzywojennym noszono go w czasie uroczystości na skórzanych rapciach do pasa z koalicyjką. Kordzik noszony był przez oficerów Lotnictwa, Marynarki Wojennej, załóg pociągów pancernych, artylerii zmotoryzowanej i czołgistów. Zaraz po II wojnie światowej kordzik nie był używany. Przedwojenny zwyczaj noszenia kordzika lotniczego przywrócono dopiero rozkazem MON nr 30 z 14 czerwca 1958 r. W Polsce obecnie noszony przez oficerów i chorążych do munduru galowego w Marynarce Wojennej i lotnictwie zawieszony na rapciach na wysokości lewego uda na równi z dolną krawędzią marynarki. 